# Mairie-lavoir et éolienne d'Arthonnay
La mairie-lavoir et éolienne d'Arthonnay est une mairie-lavoir munie d’une éolienne Bollée située à Arthonnay dans le département de l’Yonne, en France.

## Description
L'éolienne est située au centre du village près de la mairie. Elle permet, de 1897 à 1939, d'alimenter en eau le lavoir situé sous la mairie. Un réservoir de 3 000 l assure une alimentation en eau régulière. Cette éolienne est le modèle n° 2 du catalogue du constructeur Auguste Bollée : elle est équipée d'un rotor de 3,50 m et sa capacité d'élévation de l'eau est de 1,5 m3/h. Elle s'oriente en fonction du vent et elle dispose d'un mécanisme de sécurité en cas de tempête. 
C'est une des trois éoliennes Bollée encore en place dans le département de l'Yonne.

## Histoire
En 1894, la municipalité décide de rehausser le bassin-lavoir. Pour l'alimenter régulièrement en eau, elle fait construire par l'entreprise Bollée une éolienne mise en service en 1897. En 1931, s'achèvent les travaux de surélévation de la mairie au-dessus du lavoir. L'éolienne est en service jusqu'en 1939.
L’ensemble est inscrit au titre des monuments historiques depuis le 3 mai 2003 et possède également le label « Patrimoine du XXe siècle ».